# Barbara Ehrmann

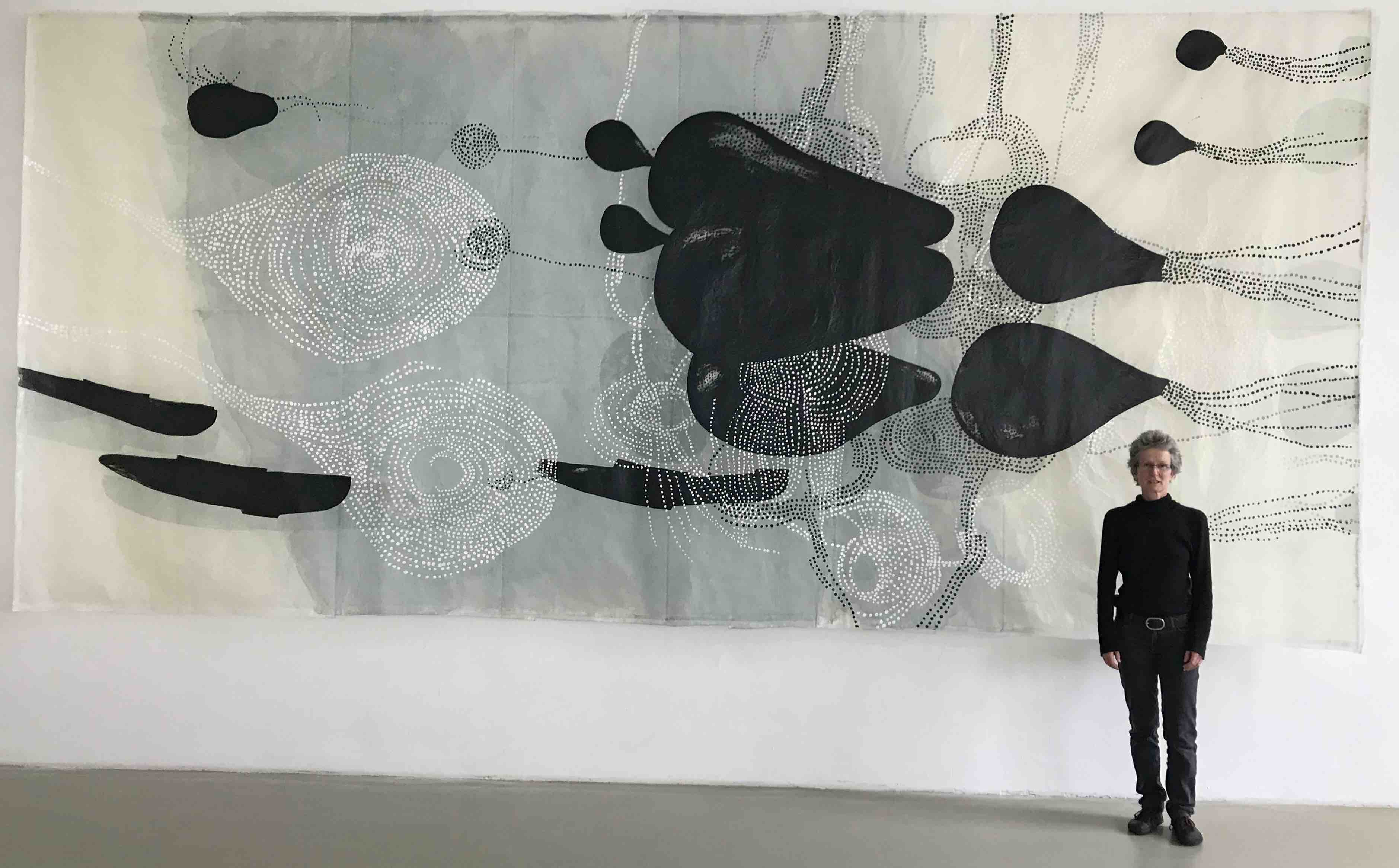
Barbara Ehrmann, Gegenströmung, 285 × 620 cm

Barbara Ehrmann (* 16. April 1962 in Ravensburg) ist eine deutsche bildende Künstlerin, die in Ravensburg lebt und arbeitet. Ihr Werk umfasst Zeichnung, Druckgrafik, Malerei, Collagen in Wachs, Rauminstallation, Video.

## Leben und Werk
Barbara Ehrmann studierte von 1982 bis 1988 an der Staatlichen Akademie der Bildenden Künste Stuttgart bei Karl-Henning Seemann zunächst Bildhauerei, anschließend Studium mit Schwerpunkt Malerei / Grafik bei Wolfgang Gäfgen sowie ein Aufbaustudium Intermediales Gestalten bei Sotirius Michou. Seit 1988 wurden ihre Werke in sehr zahlreichen nationalen und internationalen Einzel- und Gruppenausstellungen in Museen, Kunstvereinen, Städtischen Galerien und anderen Institutionen in ganz Deutschland, sowie in Frankreich, Schweiz, Italien, China und Japan präsentiert. Seit 2007 ist sie Mitglied im Künstlerbund Baden-Württemberg.
2010–2019 versammelte Barbara Ehrmann in dem von ihr gegründeten Zeichenprojekt „mit fliegendem Stift“ im Kino des Kulturzentrums der Linse Weingarten Zeichnern der Region. Freie künstlerische Lehrtätigkeit an verschiedenen Institutionen, von 1998 bis 2015 an der PH Weingarten und seit 2018 an der Dualen Hochschule für Mediendesign Baden-Württemberg in Ravensburg.
Von Beginn an findet Barbara Ehrmann Inspiration in prähistorischer Kunst, steinzeitlichen Felsmalereien und alten Mythologien. Ihre Faszination für alte Kulturen (z. B. Ägypten, Byzanz) und den Zen-Buddhismus, aber auch für die Kulturen der Naturvölker und die damit verbundenen Reisen an entsprechende Orte (Sahara, Sinai, Japan…) findet Resonanz in ihrer reduzierten und archaisch anmutenden Bildsprache. Seit Anfang der 90er Jahre experimentiert Barbara Ehrmann mit Wachs und erzeugt damit in ihren Bildern geheimnisvolle, sinnlich wirkende Transparenzen und räumliche Schichtungen. Schwerelose, schwebende Bildräume ziehen den Betrachter in den Bann, und subtil eingearbeitete persönliche Dokumente und Schriften lassen menschliche Schicksale und Existentielles ahnen. In ihren Arbeiten findet sich das Leichte, Freie, Schwebende ebenso wie die Entschiedenheit einer gesetzten „schweren“ Form. Auf teils sehr großen Bahnen asiatischer Papiere entfalten sich starke energetische Felder, meist in Schwarz-Weiß. Ihre Zeichnungen oszillieren zwischen abstrakter Zeichnung und gegenständlicher Anmutung und lassen häufig an Fliegen, Schwimmen und Tauchen denken. In Installationen mit großformatigen Bildfahnen, transluzid durch Wachsbeschichtung, taucht der Betrachter in eine schwebende „Zwischenwelt“ ein.
Parallel zur Atelierarbeit dreht Barbara Ehrmann seit 2013 zusammen mit ihrem Lebensgefährten Alexander Nelles apnoetauchend im Bodensee, Mittelmeer und Roten Meer experimentelle Kurzfilme unter Wasser. Die Ästhetik unter Wasser, sowie das mental und physisch besondere, existentielle Körpergefühl beim Apnoetauchen wirkt aktuell in die Welt ihrer Bilder.

## Auszeichnungen und Stipendien
- 1996 Akademiepreis der Staatlichen Akademie der Bildenden Künste Stuttgart
- 1998–1991 Atelierstipendium der Landes Baden-Württemberg
- 1992 Stipendium der Kunststiftung Baden-Württemberg
- 1996 Stipendium Cité Internationale des Arts Paris (Frankreich)
- 2011 Kunstpreis (1. Preis) „Kunst auf Abwegen“, Nagold
- 2015 Förderpreis des Freundeskreises Kunst Uhldingen-Mühlhofen
- 2017 Stipendium der Stiftung Bartels Fondation am Kleinen Markgräfler Hof, Basel – CH
- 2018 Kulturpreis der Städte Ravensburg und Weingarten[1]
- 2021 Artist in Residence, Ayvalık, Türkei

## Ausstellungen (Auswahl)

### Einzelausstellungen (Auswahl)
- 1991 Galerie Kippenberger, Köln
- 1992 Städtische Galerie im Kornhaus, Weingarten
- 1993 Debütausstellung, Staatliche Akademie der Bildenden Künste, Stuttgart
- 1994 Haus der Kunststiftung Baden-Württemberg, Stuttgart (mit Renate Koch)
- 1995 „Feld-Lesen“, Installation im Alten Schlachthof Sigmaringen
- 1996 1996 Cité Internationale des Arts, Paris
- 1997 „Grenze-Haut“, Galerie in der Lände Kressbronn (mit Uta Belina Waeger / A)
- 1998 Galerie Grashey, Konstanz
- 1999 Galerie Art Dune, Hamamatsu, Japan
- 2000 Städtische Galerie im Torschloss, Tettnang
- 2001 „Alpha-Omega“, Videoskulptur / Installation im Rahmen des Projekts KirchenTräume, Karlsruhe (mit Ibrahim Kocaoglu)
- 2002 Alter Schlachthof und Städtische Galerie, Sigmaringen
- 2003 Galerie Art Dune, Hamamatsu, Japan
- 2003 „Zeichnungen im Raum“, Kunstverein Ellwangen / Jagst
- 2005 „Begegnungen“, Städtische Galerie Die Fähre, Bad Saulgau (mit Gert Wiedmaier)
- 2006 „Die Hörfalle“, eine interaktive, akustische Installation, Kunstnacht Ravensburg (mit A. Nelles)
- 2007 „Schwerer als leicht“, Städtische Galerie Ravensburg im Alten Theater (mit Willi Weiner)
- 2007 „Plastik und Zeichnung“, Villa Bosch, Radolfzell, (mit Jörg Bach)
- 2007 „Nocturne - Nachtlauschen“, multimediale Installation, Alte Kirche Mochenwangen (mit Alexander Nelles);
- 2007 Galerie Oberländer, Augsburg
- 2008 „NachtAtem“, Galerie der Stadt Tuttlingen
- 2010 „labiles Gleichgewicht“, Kunstverein Eislingen / Fils
- 2010 „RV - 3“, Galerie der Stadt Bad Waldsee (mit Romain Finke u. Robert Schad)
- 2011 one artist show, Art Karlsruhe, mit Galerie Grashey, Konstanz
- 2012 „Tikatoutine - Innere Spur“, Kunstverein Baden-Baden im Alten Dampfbad (GFJK);
- 2012 „Tikatoutine“, Museum Engen[2]
- 2012 „Innere Spur“, Kunstverein Ehingen / Donau
- 2012 „Mit fliegendem Stift“, Kino-Zeichen-Projekt, Kulturzentrum Linse Weingarten
- 2014 „eingetaucht“, Stadtmuseum im Spital Crailsheim, Stadtgalerie Markdorf, Jenaer Kunstverein
- 2016 „breathe!“, Marburger Kunstverein
- 2016 Galerie im Fruchtkasten des Klosters Ochsenhausen / Biberach (mit Waltraud Späth)[3]
- 2017 „Im Fluss“ Stiftung Bartels Fondation, Basel - CH
- 2018 „Leben leben“, Hohenwartforum Pforzheim
- 2019 „Raumspiel“, Nördlinger Kunstverein (mit Silvia Heger u. Waltraud Späth)
- 2019 „Echoim Fluss“, Galerie der Kreissparkasse Ravensburg[4]
- 2019 „Gegenströmung“, Forum Kunst Rottweil
- 2020 „schwerelos“, Galerie in der Lände Kressbronn / Bodensee[5]

### Ausstellungsbeteiligungen (Auswahl)
- 1988 „Forum Junger Kunst“, Kunsthalle Baden-Baden, Kunsthalle Mannheim, Kunstverein Stuttgart
- 1990 „Internationale Kunst nach 1945 – Arbeiten auf Papier“, Museum Ulm
- 1992 „40 Jahre Baden-Württemberg – Künstler bekennen Farbe“, Landesvertretung Baden-Württemberg, Bonn
- 1992 „14. Wanderausstellung der Stipendiaten der Kunststiftung Baden-Württemberg“, u. a. Kunstverein Mannheim, Museum Engen
- 1993 „Dialoge“, Galerie am Fischmarkt, Erfurt
- 1995 „Grenzenlos“, Heidelberger Schloss, Neue Sächs. Galerie Chemnitz, Schloss Jindruchu Hradec, Prag, Tschechien
- 1997 „20 Jahre Kunststiftung Baden-Württemberg“, Zeppelinmuseum Friedrichshafen
- 1998 „Seeblick – dt. Künstler am Bodensee im 20. Jahrhundert“, Wessenbergmuseum Konstanz
- 1998 „1. Triennale Oberschwäbischer Kunst“, Kunst-Raum-Akademie und PH Weingarten
- 1999 „13. Nationale der Zeichnung - die neue Generation“, Zeughaus Augsburg (Sonderkoje)
- 2000 „Deutsch-Chinesische Kunstausstellung“, Deutsche Botschaft Peking / China2004
- 2001 „0+X“, Espace Bateau Lavoir, Paris
- 2004 „Lebensspuren“, Kunstverein Ulm und Diözesanmuseum Rottenburg;
- 2004 „Zeichnung entdecken“, 1. Biennale der Zeichnung, Kunstverein Eislingen
- 2006 „Über allen Türmen“, Sammlung der Kreissparkasse Ravensburg, Schloss Achberg
- 2006 „Befüllt – entleert, das Symbol des Gefäßes in der modernen Kunst“, Kunststiftung Pro Arte, Biberach/Riss
- 2007 „Anbetung – das Religiöse in der Kunst der Moderne“, Neues Schloss Kißlegg
- 2008 „Inventur - zeitgenössische Radierung in Deutschland“, Kunstverein Reutlingen und Grafikmuseum Pablo Picasso, Münster
- 2009 „Transmontana - Künstler aus Oberschwaben“, Palazzo Te, Galerie der Stadt Mantua, Italien
- 2009–11 „Dein Herz entscheidet“, Wanderausstellung des Sozialministeriums Baden-Württemberg, u. a. Franziskanermuseum Villingen-Schwenningen
- 2011 „Schau mal!“, Schloss Achberg / Wangen
- 2012 „V. Ellwanger Kunstausstellung“, Kunstverein Ellwangen;
- 2014 „Kunst Oberschwaben heute“, Schloss Achberg / Wangen
- 2015 „Die Schärfe der Bilder“, Städtische Galerie Bietigheim-Bissingen
- 2016 „Experimentelle 19“, Schloss Randegg, Gottmadingen
- 2016 „Favourites – Sammlung Zoller“, Kunstmuseum Ravensburg
- 2017 „SingenKunst“, Kunstmuseum Singen
- 2017 „Wasser im Blick zeitgenössischer Künstler“, Museum Biberach
- 2017 „Kunst in Oberschwaben“, Städtische Galerie Die Fähre Bad Saulgau
- 2018 „Switch to Art“, süddeutsche Videokunst im Brückenhaus, Ulm
- 2019 „Ins Licht gerückt - Künstlerinnen 20 Jh. Oberschwaben“, Museum Biberach

## Arbeiten im öffentlichen Besitz
- Grafische Sammlung der Staatsgalerie Stuttgart
- Ulmer Museum
- Ministerium für Wissenschaft, Forschung und Kunst Baden-Württemberg
- Regierungspräsidium Tübingen
- Regierungspräsidium Stuttgart
- Staatliche Akademie der Bildenden Künste Stuttgart
- Kunststiftung Pro Arte, Ulm
- Kunststiftung Pro Arte, Biberach / Riss
- Sammlung Wessenbergmuseum Konstanz
- Hochschule Albstadt-Sigmaringen
- Sammlungen der Städte Ravensburg, Weingarten, Engen / Hegau, Tettnang, Ehingen, Donaueschingen, Kressbronn / Bodensee, Markdorf, Tuttlingen und Bad Saulgau
- Sammlungen der Landkreise Ravensburg, Bodenseekreis und Tuttlingen
- OEW Oberschwaben
- Sammlung Krupp, Essen
- Lukasklinik Stiftung Liebenau
- TEVA-Ratiopharm, Ulm
- Pharma Vetter, Ravensburg
- Sammlungen der Kreissparkassen Ravensburg, Esslingen, Biberach
- Stadtsparkasse Schweinfurt und Pforzheim
- Deutsche Bank Düsseldorf
- Evangelische Landeskirche Bayern
- Sammlung Museum MAC, Singen.
- Bausparkasse Schwäbisch Hall
- LBS Stuttgart
- Artothek Marburg

### Auftragsarbeiten
- 2003 12 Illustrationen zu „Roman eines Schicksallosen“ von Imre Kertész, Nobelpreis für Literatur, Sonderausgabe von Coron bei Kindler
- 2010 STUA Aulendorf (Kunst-Am-Bau-Wettbewerb des Landes Baden-Württemberg)

## Veröffentlichungen (Auswahl)
- 1993 „Denkblöcke – Arbeiten auf Papier“, Staatliche Akademie der Bildenden Künste Stuttgart, Texte: Dr. Barbara Stark, Peter Renz
- 1995 „Feld-Lesen, Zeichnungen in Wachs und auf Papier“, Galerie Cuenca, Text: Bernhard Maier
- 1997 „Grenze-Haut“, Kulturgemeinschaft Kressbronn, Text: Dr. Eva-Marina Froitzheim
- 1998 „Zeichnung und Malerei“, Galerie Grashey, Text: Gerhard Schaugg
- 2003 „Zeichnungen im Raum“, Kunstverein Ellwangen, Texte: Peter Guth, Dr. Barbara Stark
- 2007 „Schwerer als leicht“, Städt. Galerie Ravensburg, Text: Anna-Maria Ehmann-Schindlbeck, Dr. Stefanie Dathe
- 2008 „NachtAtem“, Galerie der Stadt Tuttlingen, Text: Dr. Kai-Michael Sprenger
- 2010 „labiles Gleichgewicht“, Kunstverein Eislingen, Text: Babette Caesar
- 2012 „Tikatoutine – innere Spur“, Museum Engen und Galerie der Stadt Ehingen, Text: Burkhard Freyberg M.A,
- 2014 „eingetaucht“, Stadtmuseum im Spital, Crailsheim, Stadtgalerie Markdorf, Jenaer Kunstverein, Texte: Bernhard Oßwald, Anton Schmid.
- 2018 „Im Fluss“, Kulturpreis der Städte Ravensburg und Weingarten, Verband Bildender Künstler Baden-Württemberg, Texte: Anna-Maria Ehrmann-Schindlbeck, Dr. Andreas Gabelmann, ISBN 978-3-942743-75-4.
- 2020 „schwerelos“, Galerie in der Lände Kressbronn, Text: Gudrun Teumer-Schwaderer